# Römische Herberge (Xanten)

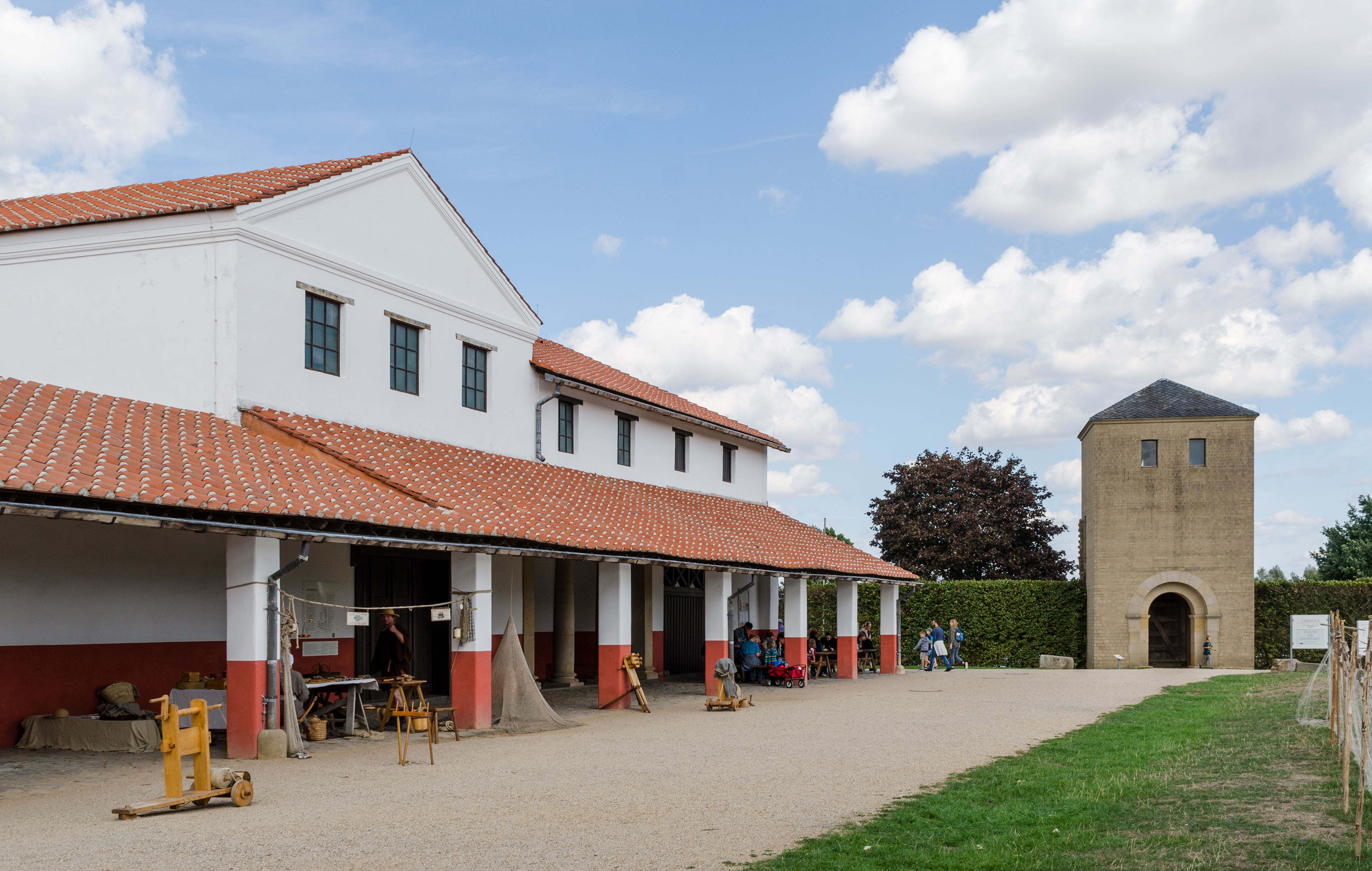
Rekonstruktionsbau der römischen Herberge an der Stadtmauer der Colonia Ulpia Traiana

Die Römische Herberge in Xanten war eine Mansio in der antiken Colonia Ulpia Traiana, der römischen Vorgängerstadt des heutigen Xanten. Sie stand in der Insula 38 in der Nähe des Hafens am Rhein. Das Gebäude wurde ausgegraben und als Teil des Archäologischen Parks Xanten an Ort und Stelle rekonstruiert.

## Beschreibung
Das zweigeschossige Bauwerk stand entlang einer Straße nahe dem Kleinen Hafentor der Stadtmauer der Colonia Ulpia Traiana im südöstlichen Teil der Insula 38. Es war ursprünglich 64 Meter lang und 10 Meter breit. Die Entstehungszeit wird in das vorletzte bis letzte Jahrzehnt des 1. Jahrhunderts datiert. Zu einem unbekannten späteren Zeitpunkt wurde der Bau auf eine Länge von 80 Meter und eine Breite von bis zu 25 Meter erweitert und erhielt einen Keller.
Vermutlich diente das Gebäude Kaufleuten, Handwerkern und wegen der Nähe zum Hafen wohl auch Schiffsreisenden als Unterkunft. Im Erdgeschoss gab es drei Eingänge, denen sich Gänge anschlossen, die quer durch den Bau führten. Von jedem Gang gingen nach links und rechts Kammern ab, die als Schlafkammern zur Unterbringung von Gästen gedeutet werden. Außerdem gab es größere Raumgruppen, die für wohlhabendere Reisende bestimmt gewesen sein können. Zum Hof bestand eine Zone, die als offener zweigeschossiger Portikus rekonstruiert wurde.
Unmittelbar an die Herberge schließen sich im Südwesten die Herbergsthermen als römische Badeanlage an. Es ist nicht bekannt, ob diese Anlage für die Herbergsgäste oder für die Bewohner des Stadtviertels bestimmt war.

## Forschungsgeschichte und Rekonstruktion
Die Ausgrabung der Herberge fand zwischen 1974 und 1983 statt. Begonnen wurde sie mit der Absicht, für den neu gegründeten Archäologischen Park Xanten typische römische Handwerkerhäuser freizulegen. Die ergrabenen archäologischen Strukturen wurden zunächst als Haus am kleinen Hafentor bezeichnet. Während der Grabung erkannten die Archäologen, dass es sich bei dem Gebäudekomplex um die Reste einer Mansio handelt.
Bei der Ausgrabungen legten die Archäologen den Keller der antiken Herberge frei, wo sie in einer Brandschicht einen Antoninian (römische Silbermünze) aus der Zeit des Aurelian (regierte 270–275) fanden. Der Ausgräber Johann-Sebastian Kühlborn folgerte daraus, dass die Anlage wohl im Zuge der großen Einfälle durch fränkische Stämme in die gallischen und germanischen Provinzen in den Jahren 275/276 zerstört worden sei. In der Folge wurde mit diesem historisch bezeugten Ereignis auch die Zerstörung und Aufgabe der gesamten Stadt in Verbindung gebracht, auch wenn dafür sonst keine Hinweise vorliegen. Bernd Liesen und Marcus Reuter publizierten 2009 die archäologischen Funde aus den Kellerräumen und kamen zu dem Ergebnis, dass die Brandschicht mit der Münze als Indiz nicht ausreicht, um die Zerstörung der gesamten Colonia Ulpia Traiana mit den fränkischen Raubzügen westlich des Rheins in Verbindung zu bringen oder auch nur eine gewaltsame Zerstörung der Herberge zu behaupten.
Nach Abschluss der Ausgrabungen 1983 rekonstruierte Gundolf Precht die Mansio für den Archäologischen Park Xanten (APX) auf ihren originalen Grundmauern, ebenso den Keller. Die Innenräume des nachgebildeten Gebäudes wurden möbliert und mit Wandmalereien nach römischen Vorbildern geschmückt. In der Herberge gibt es ein Restaurant, in dem man unter anderem nach original römischen Rezepten gekochte Gerichte erhalten kann.

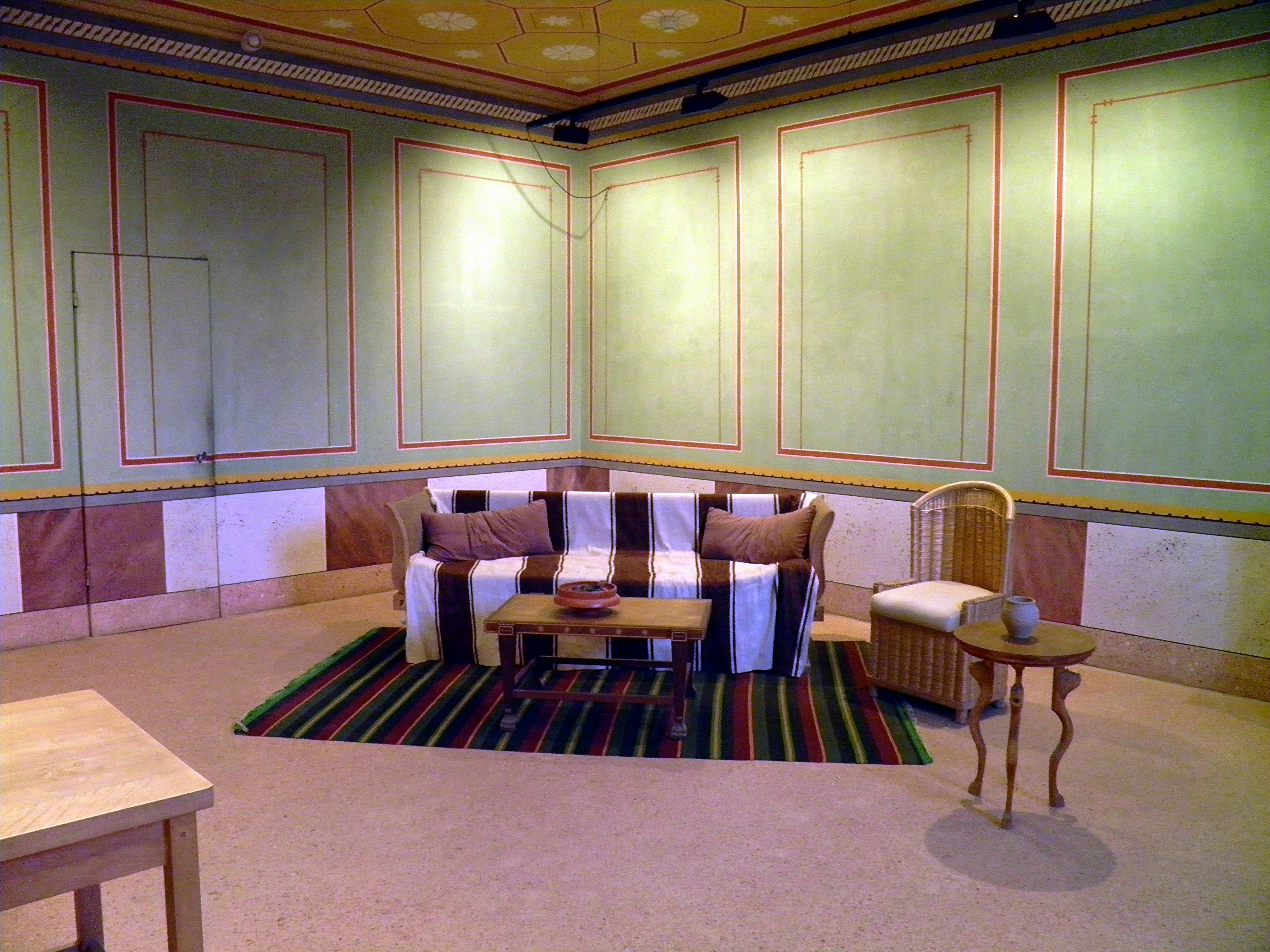
Großzügiger Innenraum mit römischer Wandbemalung
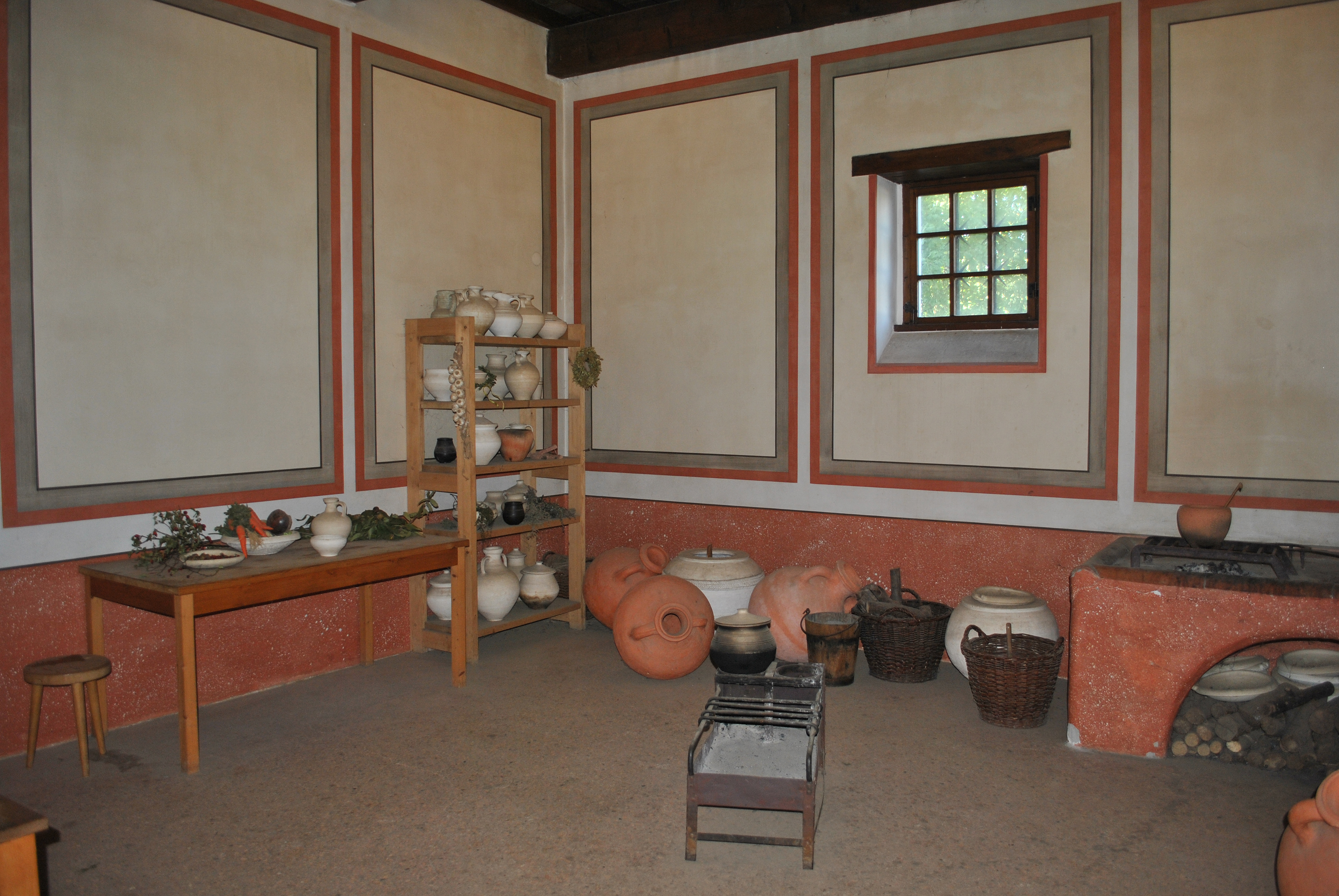
Küchenraum
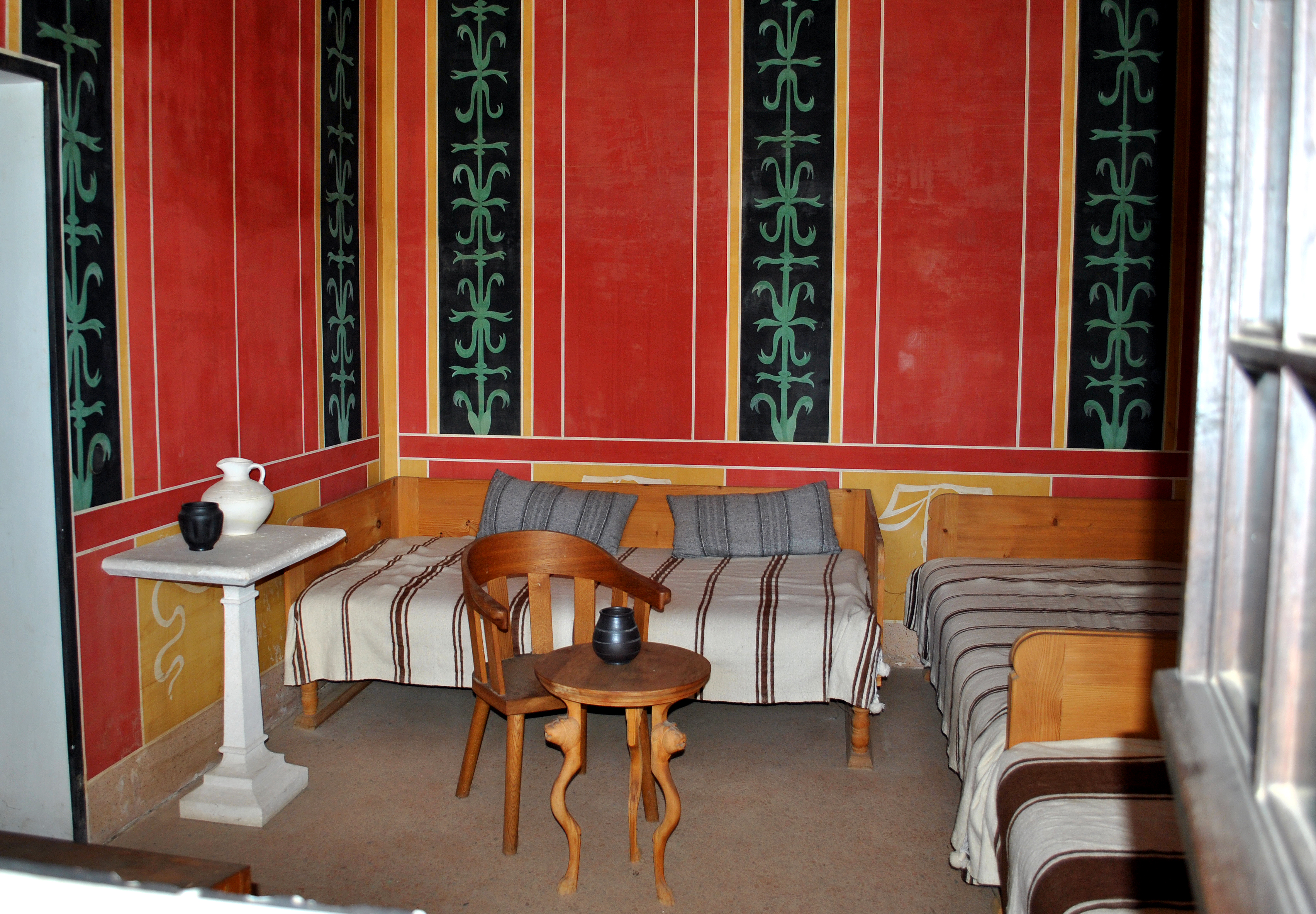
Kleinerer Schlafraum mit mehreren Betten
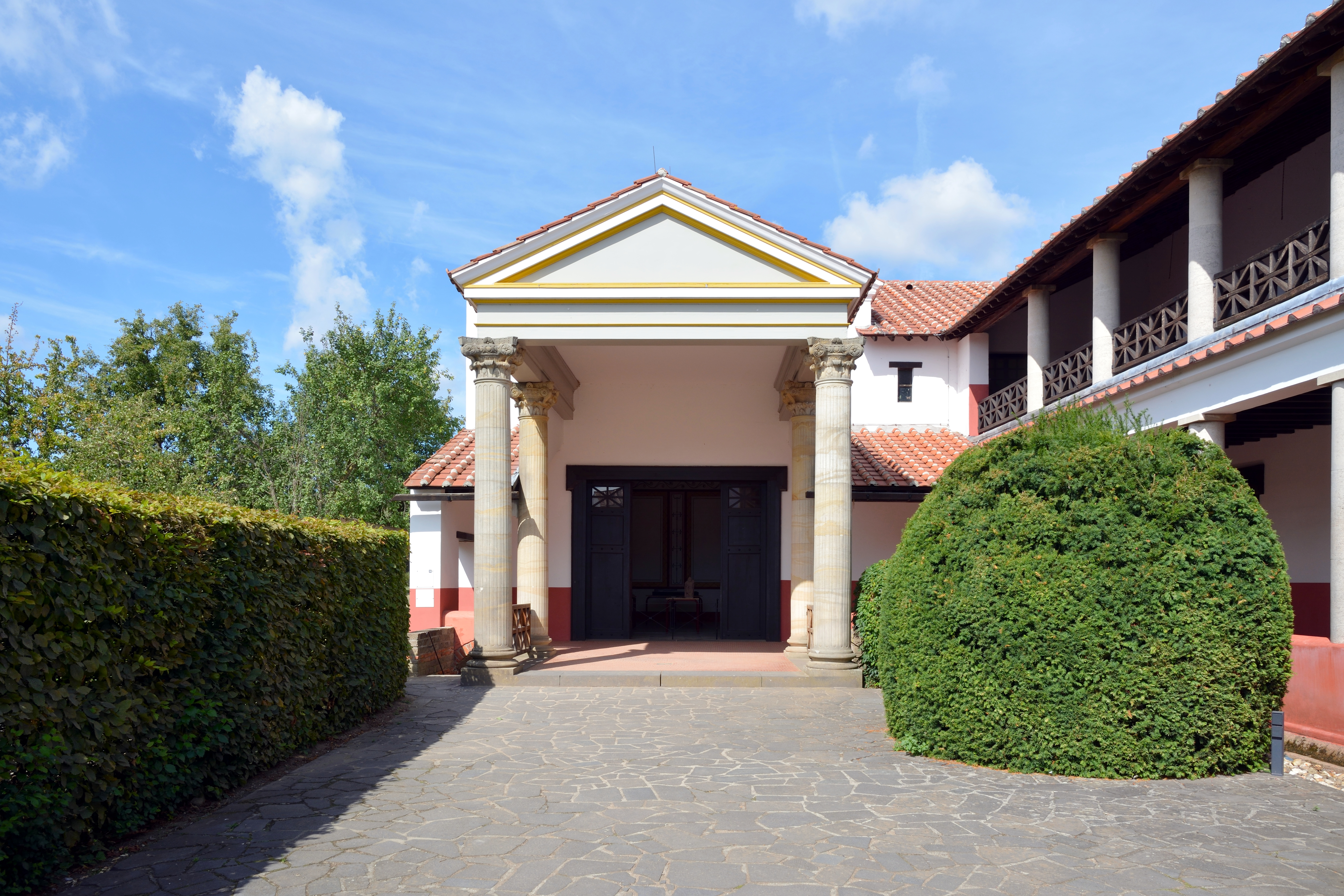
Der Innenhof mit Portikus